# Liste der Tomatensorten/H
Erläuterungen und Quellen: Siehe Hauptartikel!
| Tomatensorte                               | Bild | Beschreibung | Quellen                   |
| ------------------------------------------ | ---- | --- | ------------------------- |
| H 11                                       |      | | j                         |
| H 1350                                     |      | | j                         |
| H 1370                                     |      | | j                         |
| H 1999                                     |      | | j, o                      |
| H 2206                                     |      | | j, o                      |
| H 2206 F1                                  |      | | j                         |
| H 2274                                     |      | | j                         |
| H 4002                                     |      | | j, o                      |
| H 4033                                     |      | | j, o                      |
| H 4074                                     |      | | j, o                      |
| H 7151                                     |      | | j, o                      |
| H 733                                      |      | | j, o                      |
| H 8004                                     |      | | j                         |
| H 9280                                     |      | Züchter: Heinz North America Seed Department | j                         |
| H 9478                                     |      | Züchter: Heinz North America Seed Department | j                         |
| H 9661                                     |      | | j, o                      |
| H 9661 F1                                  |      | | j                         |
| H 9775                                     |      | | j, o                      |
| H 9775 F1                                  |      | | j                         |
| H.E.S. 6449                                |      | | g, h                      |
| Haarige Lila-Gelbe                         |      | | n                         |
| Habacoa                                    |      | | j                         |
| Habana                                     |      | Züchter: Monsanto Holland B.V. | j, o                      |
| Habarovskij Rozovyj 308                    |      | | j                         |
| Hacker                                     |      | Züchter: Zenas S.R.L. | j                         |
| Hadas                                      |      | Züchter: Heb.Uni/Beit Alpha | j, o                      |
| Hadeel                                     |      | | j                         |
| Hadino                                     |      | | j                         |
| Hafnia                                     |      | Züchter: Vikima Seed A.S. | j                         |
| Hagit                                      |      | Züchter: Hazera Genetics Ltd (Il)/Yissum Research Dev Of The Hebrew University Of Jerusalem (Il) | j                         |
| Hahms Gelbe Topftomate                     |      | | c, d, e, g, h             |
| Hahms Paprikaförmige                       |      | | c                         |
| Haifa                                      |      | | j                         |
| Haiku                                      |      | Züchter: Rijk Zwaan Zaadteelt En Zaadhandel B.V. | j, o                      |
| Haj Kolor 312                              |      | | j                         |
| Hajra                                      |      | Züchter: Syngenta Participations Ag | j                         |
| Hakan 9 T 6094                             |      | | j                         |
| Hakim                                      |      | | j                         |
| Hala 21                                    |      | | j                         |
| Halaj                                      |      | | j                         |
| Halay                                      |      | | j                         |
| Halay 344                                  |      | | j                         |
| Halcon                                     |      | Züchter: Semillas Fito, S.A. | j                         |
| Haley's Purple Comet                       |      | | c, d, e, g, h             |
| Half Bush Type 696                         |      | | g, h                      |
| Halfmoon                                   |      | Herkunft: China | d                         |
| Halfmoon China                             |      | | k                         |
| Hali-Gali                                  |      | Züchter: Mashtakov Aleksej Alekseevich, Mashtakova Anna Harlampievna, Mashtakov Nikolaj Alekseevich, Mashtakova Liliya Ivanovna | j                         |
| Halia                                      |      | | c, j                      |
| Halicz                                     |      | Züchter: Plantico Hodowla I Nasiennictwo Ogrodnicze Zielonki Sp. Z O.O. | j                         |
| Halif                                      |      | Züchter: Andreeva Evgeniya Nikolaevna, Sysina Elena Artemievna, Nazina Sofiya Luisovna, Bogdanov Kirill Borisovich | j                         |
| Halifax                                    |      | | j                         |
| Halladay's Mortgage Lifter                 |      | | c, d, h, h                |
| Halley                                     |      | Züchter: Orsetti Seeds Company, Inc. | j                         |
| Halley 3155                                |      | | j                         |
| Halley 3155 F1                             |      | | d                         |
| Ham Green Favorite                         |      | | d                         |
| Hamarat 9 T 7379                           |      | | j                         |
| Hambra                                     |      | | j                         |
| Hamburger                                  |      | | j, o                      |
| Hamida                                     |      | Züchter: Zenas S.R.L. | j                         |
| Hamilton                                   |      | Züchter: Syngenta Seeds B.V. | c, d, j                   |
| Hamlet                                     |      | | j                         |
| Hamra                                      |      | | j                         |
| Hamson Dx 52 12                            |      | | c, d                      |
| Han                                        |      | Züchter: Sysina Elena Artemievna, Borisov Aleksandr Vladimirovich, Krylov Oleg Nikolaevich, Skachko Vladislav Aleksandrovich, Bartajya Vera Vladimirovna | j                         |
| Hana                                       |      | | c, d, e, g, h, j          |
| Hana Cute                                  |      | Züchter: Aoki Sawayuki, Kondo Koichi, Nemoto Jun, Maekawa Kazumi, Taniguchi Shigeru, Ueno Masanobu, Usami Toshinobu | j, o                      |
| Hana Home                                  |      | Züchter: Aoki Sawayuki, Kondo Koichi, Nemoto Jun, Okazaki Junko, Taniguchi Shigeru, Ueno Masanobu, Usami Toshinobu | j, o                      |
| Hana Queen                                 |      | Züchter: Togo Juzaemon, Makino Hiroharu, Aoki Sawayuki, Okazaki Junko | j, o                      |
| Hana Roman                                 |      | Züchter: Aoki Sawayuki, Kondo Koichi, Nemoto Jun, Maekawa Kazumi, Taniguchi Shigeru, Ueno Masanobu, Usami Toshinobu | j, o                      |
| Hana Royal                                 |      | Züchter: Taniguchi Shigeru, Tamamura Mitsuo, Maeda Hirokazu | j, o                      |
| Hana Sweet                                 |      | Züchter: Kogi Katsukuni, Taniguchi Shigeru, Aoki Sawayuki, Kondo Koichi, Yoshida Tsutomu | j, o                      |
| Hanácke                                    |      | | g, h                      |
| Hanácke Nejranejsi                         |      | | g, h                      |
| Hanak                                      |      | | n                         |
| Hanakuinaru                                |      | Züchter: Kogi Katsukuni, Taniguchi Shigeru, Aoki Sawayuki, Kasahara Koichi, Maeda Hirokazu | j, o                      |
| Hananosuzu                                 |      | Züchter: Taniguchi Shigeru, Aoki Sawayuki, Tamamura Mitsuo | j, o                      |
| Hanaotome                                  |      | Züchter: Taniguchi Shigeru, Tamamura Mitsuo, Maeda Hirokazu | j, o                      |
| Handorp Green                              |      | | c, d                      |
| Handschuhsheimer Feldtomate                |      | | c                         |
| Hanedan                                    |      | | j                         |
| Hang Yi 2 Hao                              |      | | j, o                      |
| Hanigan's Large Red                        |      | | c, d                      |
| Hanigan's Large Yellow                     |      | | c, d                      |
| Hank                                       |      | | c, d, e, g, h             |
| Hanky Pink                                 |      | | c, d                      |
| Hanky Red                                  |      | | d                         |
| Hanna Luise                                |      | Züchter: Firma Grünewald | j                         |
| Hannibal                                   |      | Züchter: Syngenta Seeds B.V. | j                         |
| Hapadula                                   |      | | c                         |
| Happy 48                                   |      | | j, o                      |
| Happy Jack                                 |      | | c, d                      |
| Happy Spring 110                           |      | Züchter: Yue Jun, Dong Haibo | j                         |
| Hapynet                                    |      | Züchter: Syngenta Seeds B.V. | j                         |
| Harbinger                                  |      | | c, d, e, f, g, h, j, o    |
| Harbista                                   |      | Züchter: Rijk Zwaan Zaadteelt En Zaadhandel B.V. | j                         |
| Harby 9 T 8534                             |      | | j                         |
| Hardena                                    |      | | j                         |
| Hardena F1                                 |      | | j                         |
| Hardet                                     |      | | j                         |
| Hardin's Miniature                         |      | | c, d                      |
| Hardy                                      |      | | c, d, j                   |
| Hardy Tom                                  |      | | c                         |
| Harem                                      |      | Züchter: Bejo Zaden B.V | j                         |
| Harika                                     |      | | j                         |
| Harizma                                    |      | Züchter: Gavrish Sergej Fedorovich, Morev Viktor Vasilievich, Amcheslavskaya Elena Valentinovna, Volok Olga Anatolievna | j                         |
| Härja Süda                                 |      | | c, d                      |
| Harlequin                                  |      | | c, f, g, h                |
| Harmand                                    |      | Züchter: Zeta Seeds, S.L. | j, o                      |
| Harmony                                    |      | Züchter: Tezier Sa (Fr) | j                         |
| Harmor                                     |      | | j                         |
| Harnas (oder: Harnashch)                   |      | Züchter: Borowiak Jadwiga, Horodecka Elzbieta, Tkacz Krystina | j                         |
| Harold                                     |      | Züchter: Isi Sementi Spa | j, o                      |
| Harris Moran 3075                          |      | Züchter: Harris Moran Seed Company | j, o                      |
| Harrow                                     |      | | g, h                      |
| Hartboy                                    |      | Züchter: Bejo Zaden B.V. | j                         |
| Harter's Oval                              |      | | c, d                      |
| Hartford                                   |      | | c, d                      |
| Hartman's Yellow Gooseberry                |      | | c, d                      |
| Hartsack Orange                            |      | | c, m                      |
| Hartsack Purple                            |      | | c, d                      |
| Hartsack Yellow                            |      | | c, d, e, g, h, m          |
| Hartschalige Lorenzo Tomate                |      | | n                         |
| Haru Su 48                                 |      | Züchter: Shinohara Shigeru | j, o                      |
| Haruki                                     |      | Züchter: Syngenta Crop Protection Ag | j, o                      |
| Harvard Square                             |      | | c, d, e                   |
| Harvest                                    |      | | c                         |
| Harvester                                  |      | | j                         |
| Harvestvee                                 |      | | g, h                      |
| Harzer Kind                                |      | | c, g, h, n                |
| Harzfeuer                                  |      | Züchter: Enza Zaden Beheer B.V. | d, g, h, j                |
| Harzfeuer Auslese                          |      | | n                         |
| Harzfeuer F1                               |      | | c                         |
| Harzfeuer Rotfrüchtig                      |      | | f                         |
| Harzfeuer Samenfest, Kartoffelblatt        |      | | f                         |
| Harzglut                                   |      | Züchter: Christoph Kleinhanns, Helmut Deike - Saatzuchtstation Eisleben | j                         |
| Harzglut F1                                |      | | c                         |
| Haselhuhn                                  |      | | c                         |
| Hassle Gul                                 |      | | c, d                      |
| Hastata                                    |      | | g, h                      |
| Hastings Mildglobe                         |      | | c, d                      |
| Hathor                                     |      | Züchter: Southern Seed S.R.L. | j                         |
| Hatomur                                    |      | Züchter: Syngenta Seeds B.V. | j                         |
| Haubners Vollendung                        |      | | c, d, g, h, n             |
| Hausbaumtomate                             |      | | n                         |
| Haustomate                                 |      | | n                         |
| Havana                                     |      | Züchter: Western Seed España, S.A. | j                         |
| Havanera                                   |      | | j                         |
| Havanety                                   |      | | j                         |
| Havanna                                    |      | | j                         |
| Hawai                                      |      | Züchter: Syngenta Seeds Bv (Nl) | j, o                      |
| Hawaiian                                   |      | | c, d                      |
| Hawaiian Currant                           |      | | k                         |
| Hawaiian Pineapple                         |      | | c, d, f, g, h, k          |
| Hawaiianische Cherry                       |      | | m                         |
| Hawk                                       |      | | j                         |
| Hayastany Hrashq 476                       |      | | c, d                      |
| Hays'                                      |      | | d                         |
| Hayslip                                    |      | | c, d, e, g, h, j          |
| Hazan Yeli                                 |      | | j                         |
| Hazel Gold                                 |      | | c, d, k                   |
| Hazel Mae                                  |      | | c, d, f, k                |
| Hazelfield Farm                            |      | | c, d                      |
| Hb 04404                                   |      | | j                         |
| Hb 06079                                   |      | Züchter: Semillas Fitó S.A. | j, o                      |
| Hb 06537 N                                 |      | Züchter: Semillas Fitó S.A. | j, o                      |
| Hb 07425                                   |      | Züchter: Semillas Fitó S.A. | j, o                      |
| Hb 101153                                  |      | Züchter: Semillas Fitó S.A. | j, o                      |
| He Hang 1 Hao                              |      | | j, o                      |
| He Man                                     |      | Züchter: Goldsmith Seeds Inc | j, o                      |
| He Wolf                                    |      | Züchter: Syngenta Seeds B.V. | j, o                      |
| Healani                                    |      | | c, d, k                   |
| Health Kick                                |      | | d                         |
| Health Kick F1                             |      | | c, d                      |
| Heart Of Compassion                        |      | | c, d, k                   |
| Heart Of The Bull                          |      | | d                         |
| Heart's Delite                             |      | | c, d                      |
| Heart's Delite Black                       |      | | c, d                      |
| Heartbeat                                  |      | Züchter: Hazera Genetics | j, o                      |
| Heartbreaker                               |      | | c, e, j                   |
| Heartbreaker's Vita                        |      | | l                         |
| Heatherington Pink                         |      | | c, d, e, g, h             |
| Heatmaster                                 |      | | j, o                      |
| Heatwave                                   |      | | c, d                      |
| Heaven's Joy                               |      | | c, d, e                   |
| Heavenly Delight                           |      | | c, d                      |
| Hebros                                     |      | | g, h                      |
| Hechicero                                  |      | | j                         |
| Hector                                     |      | Züchter: Clause Semences (Fr) | d, j, o                   |
| Hector Clx 3749                            |      | | j                         |
| Hedef                                      |      | | j                         |
| Hedin                                      |      | | j                         |
| Hedvig                                     |      | Züchter: Hazera Genetics | j, o                      |
| Hege German Pink                           |      | | d                         |
| Hegyeshalmi Tf.                            |      | | g, h                      |
| Heidi                                      |      | | b, c, d, e, g, h, k, o    |
| Heijst                                     |      | Züchter: A. V/D Windt | j                         |
| Heikos Rote Balkontomate                   |      | | c, m                      |
| Heinemanns Jubiläum                        |      | | c, g, h                   |
| Heinemanns Vortreffliche                   |      | | g, h                      |
| Heinz 1015                                 |      | | j, o                      |
| Heinz 1100                                 |      | Züchter: Mario Faraone Mennella | j, o                      |
| Heinz 1161                                 |      | | j                         |
| Heinz 1162                                 |      | | j, o                      |
| Heinz 1175                                 |      | | j, o                      |
| Heinz 1178                                 |      | | j, o                      |
| Heinz 1281                                 |      | | j, o                      |
| Heinz 1292                                 |      | | j, o                      |
| Heinz 1293                                 |      | | j, o                      |
| Heinz 1301                                 |      | | j, o                      |
| Heinz 1307                                 |      | | j, o                      |
| Heinz 1308                                 |      | | j, o                      |
| Heinz 1311                                 |      | | j, o                      |
| Heinz 1311 Vhl                             |      | | j                         |
| Heinz 1350                                 |      | | c, d, f, j, o             |
| Heinz 1370                                 |      | Züchter: Heinz (USA) | c, d, e, j, o             |
| Heinz 1400                                 |      | | j, o                      |
| Heinz 1409                                 |      | | j                         |
| Heinz 1418                                 |      | | j, o                      |
| Heinz 1421                                 |      | | j, o                      |
| Heinz 1422                                 |      | | j, o                      |
| Heinz 1423                                 |      | | j, o                      |
| Heinz 1428                                 |      | Züchter: Heinz Seed | j, o                      |
| Heinz 1429                                 |      | Züchter: Heinz Seed | j, o                      |
| Heinz 1439                                 |      | Ketchup-Tomate. Züchter: Heinz Seed. Fruchtgewicht: 50 bis 200 g | c, d, j                   |
| Heinz 1534                                 |      | Züchter: Heinz Seed | j, o                      |
| Heinz 1537                                 |      | Züchter: Heinz Seed | j, o                      |
| Heinz 1538                                 |      | Züchter: Heinz Seed | j, o                      |
| Heinz 1541                                 |      | Züchter: Heinz Seed | j, o                      |
| Heinz 1600                                 |      | | j                         |
| Heinz 1605                                 |      | | j                         |
| Heinz 1706                                 |      | Züchter: Heinz Co (Gb) | j                         |
| Heinz 1900                                 |      | | j, o                      |
| Heinz 1999                                 |      | | j, o                      |
| Heinz 2005                                 |      | | j, o                      |
| Heinz 2206                                 |      | Züchter: Heinz Seed (USA) | j, o                      |
| Heinz 2274                                 |      | | c, d, j                   |
| Heinz 2306                                 |      | | j, o                      |
| Heinz 231                                  |      | | d                         |
| Heinz 2401                                 |      | | j, o                      |
| Heinz 2601                                 |      | | j, o                      |
| Heinz 2653                                 |      | | c, d                      |
| Heinz 2710                                 |      | Züchter: Mario Faraone Mennella | j, o                      |
| Heinz 30                                   |      | | j, o                      |
| Heinz 3044                                 |      | | j, o                      |
| Heinz 3241                                 |      | | j, o                      |
| Heinz 3302                                 |      | | j, o                      |
| Heinz 3402                                 |      | Züchter: Heinz Seed (Usa) | j, o                      |
| Heinz 3406                                 |      | | j, o                      |
| Heinz 3702                                 |      | | j, o                      |
| Heinz 4002                                 |      | | j, o                      |
| Heinz 4007                                 |      | | j, o                      |
| Heinz 4033                                 |      | | j, o                      |
| Heinz 4074                                 |      | | j, o                      |
| Heinz 4107                                 |      | | j, o                      |
| Heinz 5003                                 |      | | j, o                      |
| Heinz 5108                                 |      | | j, o                      |
| Heinz 5203                                 |      | | j, o                      |
| Heinz 5208                                 |      | | j, o                      |
| Heinz 5408                                 |      | | j, o                      |
| Heinz 5508                                 |      | | j, o                      |
| Heinz 5608                                 |      | | j, o                      |
| Heinz 5803                                 |      | | j, o                      |
| Heinz 6703                                 |      | | j, o                      |
| Heinz 6803                                 |      | | j, o                      |
| Heinz 7151                                 |      | | j, o                      |
| Heinz 7204                                 |      | | j, o                      |
| Heinz 733                                  |      | | j, o                      |
| Heinz 7404                                 |      | | j, o                      |
| Heinz 7709                                 |      | | j, o                      |
| Heinz 8004                                 |      | | j, o                      |
| Heinz 8009                                 |      | | j, o                      |
| Heinz 8104                                 |      | | j, o                      |
| Heinz 8204                                 |      | | j, o                      |
| Heinz 8504                                 |      | | j, o                      |
| Heinz 8768                                 |      | | j, o                      |
| Heinz 8885                                 |      | | j, o                      |
| Heinz 8892                                 |      | | j, o                      |
| Heinz 8893                                 |      | | j, o                      |
| Heinz 9036                                 |      | | j, o                      |
| Heinz 9129                                 |      | | c, d                      |
| Heinz 9144                                 |      | Züchter: Heinz Seed (Usa) | j, o                      |
| Heinz 9175                                 |      | | j                         |
| Heinz 9176                                 |      | | j, o                      |
| Heinz 9205                                 |      | | j, o                      |
| Heinz 9230                                 |      | | j, o                      |
| Heinz 9280                                 |      | Züchter: Heinz North America Seed Department | j, o                      |
| Heinz 9314                                 |      | | j, o                      |
| Heinz 9382                                 |      | | j, o                      |
| Heinz 9387                                 |      | | j, o                      |
| Heinz 9425                                 |      | | j                         |
| Heinz 9478                                 |      | Züchter: Heinz North America Seed Department | j, o                      |
| Heinz 9491                                 |      | | j, o                      |
| Heinz 9492                                 |      | | j, o                      |
| Heinz 9494                                 |      | | j, o                      |
| Heinz 9497                                 |      | | j, o                      |
| Heinz 9532                                 |      | | j                         |
| Heinz 9533                                 |      | | j, o                      |
| Heinz 9551                                 |      | | j                         |
| Heinz 9553                                 |      | | j, o                      |
| Heinz 9557                                 |      | | j, o                      |
| Heinz 9641                                 |      | | j                         |
| Heinz 9661                                 |      | | j, o                      |
| Heinz 9663                                 |      | | j, o                      |
| Heinz 9665                                 |      | | j, o                      |
| Heinz 9704                                 |      | | j, o                      |
| Heinz 9775                                 |      | Züchter: Mario Faraone Mennella | j, o                      |
| Heinz 9776                                 |      | | j, o                      |
| Heinz 9780                                 |      | | j, o                      |
| Heinz 9881                                 |      | | j, o                      |
| Heinz 9885                                 |      | | j, o                      |
| Heinz 9888                                 |      | | j, o                      |
| Heinz 9889                                 |      | | j, o                      |
| Heinz 9996                                 |      | | j, o                      |
| Heinz 9997                                 |      | | j, o                      |
| Heinz 9998                                 |      | | j, o                      |
| Heinz All Dice 47 (oder: Heinz Alldice 47) |      | | j, o                      |
| Heinz B 70                                 |      | | c, d                      |
| Heinz Classic Processor                    |      | | c, d                      |
| Heinz H 9129                               |      | | k                         |
| Heinz Spezial                              |      | | g, h                      |
| Heinz Tomato (oder: Heinz)                 |      | | c, d, g, h, k             |
| Heinz Vf                                   |      | | c, d                      |
| Heirloom                                   |      | | c, d                      |
| Heirloom Beefsteak                         |      | | c                         |
| Heirloom Black F1                          |      | | c                         |
| Heirloom Cherry                            |      | | e, g, h                   |
| Heirloom Hungarian                         |      | | c, d                      |
| Hela                                       |      | | j                         |
| Helal                                      |      | | j                         |
| Helarios Blau                              |      | | c, d, n                   |
| Helarios Grün                              |      | | c                         |
| Helarios Rot                               |      | | n                         |
| Helder                                     |      | Züchter: Syngenta Seeds B.V. | j, o                      |
| Helen                                      |      | | j                         |
| Helen's                                    |      | | c, d                      |
| Helen's German                             |      | | c, d                      |
| Helena                                     |      | Züchter: Western Seed España, S.A. | j, o                      |
| Helga                                      |      | Züchter: Dr. Barb Neubert | j                         |
| Heliade                                    |      | Züchter: Graines Gautier Sa (Fr) | j                         |
| Heliantus                                  |      | | n                         |
| Helin                                      |      | | j                         |
| Heline                                     |      | Züchter: Institut National De La Recherche Agronomique (Fr) | j                         |
| Helio                                      |      | Züchter: Torseed Przedsiebiorstwo Nasiennictwa Ogrodniczego I Szkolkarstwa S.A. | j                         |
| Heliodor                                   |      | | j                         |
| Helios                                     |      | Züchter: Rossen & Co B.V. | j, o                      |
| Helios Tmvf                                |      | Züchter: Lilyana I. Stamova, Milko Y. Stoyanov | j                         |
| Helita                                     |      | | j                         |
| Hellfrucht                                 |      | Herkunft: 1955. Ohne Grünkragen an der Frucht. Züchter: Eugen Fetzer KG | c, d, g, h, j, l, m       |
| Hellperle                                  |      | | e, g, h, j                |
| Hellrotes Ochsenherz                       |      | | n                         |
| Helper-M                                   |      | | j                         |
| Helsing Junction Blue                      |      | | c, d, e, f                |
| Hembacher Gelber Apfel                     |      | | c                         |
| Hembacher Scharlachapfel                   |      | | c                         |
| Hemera                                     |      | Züchter: Syngenta Seeds B.V. | j                         |
| Hendershott                                |      | | c, d                      |
| Henderson's Crimson Cushion                |      | | d                         |
| Henderson's Pink Ponderosa                 |      | Im 19. Jahrhundert aus Schottland in die USA gekommen. | f                         |
| Henderson's Ponderosa                      |      | | c, d                      |
| Henderson's Wins All                       |      | | g, h, k                   |
| Henrietta                                  |      | Züchter: Hazera Genetics Ltd (Il) | j                         |
| Henry's Polish                             |      | | c, d                      |
| Henryka                                    |      | | c, d                      |
| Heraklion Striped Lady                     |      | | d                         |
| Herald                                     |      | | g, h, j, o                |
| Herb Taylor Golden                         |      | | c, d                      |
| Herbania                                   |      | Züchter: Cabildo Insular Fuerteventura | j, o                      |
| Herbers Kasachin                           |      | | e, g, h                   |
| Hercules                                   |      | Züchter: L. Daehnfeldt A/S | j, o                      |
| Herdon                                     |      | | j                         |
| Heredia                                    |      | Züchter: Syngenta Seeds B.V. | j                         |
| Hergoleo                                   |      | | j                         |
| Heritage                                   |      | Züchter: Rijk Zwaan Zaadteelt En Zaadhandel B.V. | j, o                      |
| Herkül Sf / 01                             |      | | j                         |
| Hermada                                    |      | | j                         |
| Herman's Special                           |      | | c, d, e                   |
| Herman's Yellow                            |      | | c, d                      |
| Hermano                                    |      | | j                         |
| Hermes                                     |      | Züchter: Clause Polska Sp. Z O.O. | j, o                      |
| Hermione                                   |      | Züchter: Syngenta Seeds Bv (Nl) | j                         |
| Hero                                       |      | | j                         |
| Herodes                                    |      | Züchter: Moravoseed, Cz | c, d, e, j                |
| Heroe                                      |      | | j                         |
| Heron Block                                |      | | j                         |
| Heroport                                   |      | | g, h                      |
| Heros                                      |      | | j                         |
| Hersones                                   |      | Züchter: Gavrish Sergej Fedorovich, Morev Viktor Vasilievich, Amcheslavskaya Elena Valentinovna, Degovtsova Tatiyana Vladimirovna, Volok Olga Anatolievna, Gladkov Dmitrij Sergeevich, Volkov Aleksandr Aleksandrovich, Semenova Anna Nikolaevna, Redichkina Tatiyana Aleksandrovna | j                         |
| Hertisan Marzano                           |      | | c                         |
| Herz Aus Bosnien                           |      | | c                         |
| Herz Gelb                                  |      | | n                         |
| Herz Orange                                |      | | n                         |
| Herz Rot                                   |      | | n                         |
| Herz Ural                                  |      | | n                         |
| Herz Von Grgic                             |      | | c                         |
| Herzparadeiser                             |      | | c, n                      |
| Herztomate                                 |      | | n                         |
| Herztomate Riehen                          |      | | f                         |
| Heshpole                                   |      | | c, d, e                   |
| Hess                                       |      | | c, d, k                   |
| Hessoline                                  |      | | j                         |
| Heterogemma                                |      | | g, h                      |
| Heteroidea                                 |      | | g, h                      |
| Hetman                                     |      | Züchter: Plantico Hodowla I Nasiennictwo Ogrodnicze Zielonki Sp. Z O.O. | j                         |
| Heuryka                                    |      | | c                         |
| Hevia                                      |      | Züchter: Rijk Zwaan Z.Z. B.V. | j, o                      |
| Hew                                        |      | | c, d                      |
| Heybetli                                   |      | | j                         |
| Hezhou                                     |      | | c, d, k                   |
| Hg 83972                                   |      | | j                         |
| Hiba                                       |      | | j                         |
| Hibachi                                    |      | Züchter: Rijk Zwaan Zaadteelt En Zaadhandel B.V. | j, o                      |
| Hibisco                                    |      | Züchter: Hm Clause Sa (Fr) | j, o                      |
| Hibrid 31                                  |      | | j                         |
| Hick Nepalese                              |      | | n                         |
| Hicks Nepalese                             |      | | c                         |
| Hidalgo                                    |      | Züchter: Zorzi Sementi Srl | j                         |
| Hierro                                     |      | Züchter: Syngenta Participations Ag | j, o                      |
| High Carotene                              |      | | c, d                      |
| High Country                               |      | | c, d                      |
| High Crimson                               |      | | c, d                      |
| High Tech Japanese                         |      | | c, d                      |
| Highlander Rose                            |      | | c, d                      |
| Higuita                                    |      | Züchter: Syngenta Participations Ag | j                         |
| Hikari                                     |      | | d                         |
| Hikmet                                     |      | | j                         |
| Hilara                                     |      | | g, h                      |
| Hilario                                    |      | Züchter: Seminis Veget.Seeds Inc | j, o                      |
| Hilary                                     |      | Züchter: Nirit Seeds Ltd (Il) | j                         |
| Hild's Diplom                              |      | | g, h                      |
| Hilda                                      |      | | c, d, n                   |
| Hildares                                   |      | Züchter: Karl und Walter Hild | c, j                      |
| Hillbilly                                  |      | | c, d, f, g, h, k, m, n    |
| Hillbilly Potato Leaf                      |      | Züchter: Domaine Public (Fr) | d, j                      |
| Hilltop                                    |      | | c, d, e, g, h             |
| Hilma                                      |      | Züchter: Clause Semences Sa (Fr) | j                         |
| Hilton                                     |      | | j                         |
| Hilux                                      |      | Züchter: Golden West Seed Co. Inc. | j                         |
| Himbeere                                   |      | | n                         |
| Himbeerfarbene Aus Laibach                 |      | | n                         |
| Himbeerklang                               |      | | c                         |
| Himbeerrose                                |      | | c, f, n                   |
| Himbeertomate                              |      | | c, d, n                   |
| Himmelsstürmer                             |      | | b, c, d, e, f, g, h, m, n |
| Hiobsträne                                 |      | | n                         |
| Hipop                                      |      | Züchter: Syngenta Seeds B.V. | j                         |
| Hippie Zebra                               |      | | d, f                      |
| Hippolyte                                  |      | | j                         |
| Hipster                                    |      | Züchter: Geneplanta | j                         |
| Hires                                      |      | | j                         |
| Hirtentomate                               |      | | c, d, n                   |
| Hispanico                                  |      | Züchter: Enza Zaden Beheer B.V. | j                         |
| Histar                                     |      | Züchter: Golden West Seed Research Co. | j                         |
| Histon Early                               |      | | j, o                      |
| Hlebosol'Nyj                               |      | Züchter: Dederko Vladimir Nikolaevich, Postnikova Olga Valentinovna | j                         |
| Hlozanek                                   |      | | d, e, g, h                |
| Hlynovskij                                 |      | Züchter: Motov Viktor Mihajlovich | j                         |
| Hm 7883                                    |      | | j                         |
| Hm 8892                                    |      | | j                         |
| Hm 9905                                    |      | | j                         |
| Hmx 2853                                   |      | | j                         |
| Hmx 3075                                   |      | | j                         |
| Hmx 3860                                   |      | | j                         |
| Hmx 3861                                   |      | | j                         |
| Hmx 5790                                   |      | | j                         |
| Hmx 5880                                   |      | | j                         |
| Hmx 5888                                   |      | | j                         |
| Hmx 5895                                   |      | | j                         |
| Hmx 6906                                   |      | | j                         |
| Hmx Profesional                            |      | | j                         |
| Hns 12850218                               |      | | j                         |
| Hnx 12846090                               |      | | j                         |
| Hnx 12870363                               |      | | j                         |
| Hobbit                                     |      | | j                         |
| Hobby                                      |      | | j                         |
| Hobo                                       |      | Züchter: Hortag Seed Co. | j                         |
| Hochloma                                   |      | | c                         |
| Hoffmanns Rentita                          |      | Buschtomate: Herkunft: 1954. Ohne Grünkragen an der Frucht. Züchter: Samenzucht Hans Hoffmann Ohg | c, j, l                   |
| Hofit                                      |      | | g, h                      |
| Hog's Heart                                |      | | c, d, k                   |
| Hohe Wand                                  |      | | n                         |
| Hohloma                                    |      | Züchter: Gavrish Sergej Fedorovich, Morev Viktor Vasilievich, Amcheslavskaya Elena Valentinovna, Volok Olga Anatolievna, Gavrish Fedor Sergeevich | j                         |
| Hokusai                                    |      | Züchter: Syngenta Crop Protection Ag | j                         |
| Holiday                                    |      | | g, h                      |
| Holland                                    |      | | c, d, k                   |
| Holland Heirloom                           |      | | c                         |
| Hollandbrid                                |      | | j, o                      |
| Hollande 60                                |      | | g, h                      |
| Holländische Pflaume                       |      | | c, m                      |
| Holly                                      |      | | j                         |
| Holmes Mexican                             |      | | d                         |
| Holograma                                  |      | Züchter: Degreef Paul | j, o                      |
| Holy Land                                  |      | | c, d, e, g, h             |
| Holy Land, Yellow Strain                   |      | | d                         |
| Hombre                                     |      | | j                         |
| Homer                                      |      | | j                         |
| Homer Fike's Yellow Oxheart                |      | | c, d, f, k                |
| Homer's German Oxheart                     |      | | d, f                      |
| Homeros                                    |      | | e, g, h                   |
| Homerun                                    |      | | j, o                      |
| Homestead                                  |      | | c, d, e, g, h, j          |
| Homestead 24                               |      | | c, d, k                   |
| Homestead 24F                              |      | | d                         |
| Homestead 500                              |      | | d                         |
| Homestead 61                               |      | | j                         |
| Homis                                      |      | | j                         |
| Homosa                                     |      | | g, h, n                   |
| Honda                                      |      | Züchter: Western Seed España, S.A. | j, o                      |
| Honey                                      |      | | c, d, k                   |
| Honey And Sugar (oder: Medovo-Sakharnyy)   |      | | e                         |
| Honey F1                                   |      | | d                         |
| Honey Jade                                 |      | | j                         |
| Honey Joy (oder: Medovyy Spas)             |      | | e                         |
| Honey Moon                                 |      | Züchter: Hm Clause Sa (Fr) | j, o                      |
| Honey Rosso                                |      | Züchter: Tomato Colors Soc. Coop. | j                         |
| Honey Sweet                                |      | | c                         |
| Honeyball                                  |      | Züchter: Syngenta Crop Protection Ag | j                         |
| Honeydew                                   |      | Züchter: Hazera Genetics | j, o                      |
| Honeydrop                                  |      | Züchter: Hazera Genetics | c, d, j, o                |
| Honeydrop F1                               |      | | f                         |
| Hong Yuen                                  |      | | c, d                      |
| Hong Za 35                                 |      | | j, o                      |
| Hongduoli                                  |      | | j                         |
| Honigsüßer Erlöser                         |      | | c, n                      |
| Honigtomate                                |      | |                           |
| Honkin's Big Black Cherry                  |      | | c, d                      |
| Honor Bright                               |      | |                           |
| Hoover Vf                                  |      | | j                         |
| Hopkins                                    |      | | c, d, e, g, h             |
| Hopkins Yellow                             |      | | c, m                      |
| Hopy Red                                   |      | Züchter: Geomarket Ltd. (Gr) | j                         |
| Horacio                                    |      | Züchter: Clause - Tezier (Fr) | j                         |
| Horizon                                    |      | Züchter: Agro-Tip Handels U. Consultigges Mbh | j, o                      |
| Horizont F1                                |      | | g, h                      |
| Horn Der Anden                             |      | | e                         |
| Hornero                                    |      | | j                         |
| Horney                                     |      | | g, h                      |
| Horovod                                    |      | Züchter: Nastenko Nataliya Viktorovna, Kachajnik Vladimir Georgievich, Gul'Kin Mihail Nikolaevich | j                         |
| Hortitsa                                   |      | Züchter: Gavrish Sergej Fedorovich, Morev Viktor Vasilievich, Amcheslavskaya Elena Valentinovna, Degovtsova Tatiyana Vladimirovna, Volok Olga Anatolievna, Gladkov Dmitrij Sergeevich, Volkov Aleksandr Aleksandrovich, Semenova Anna Nikolaevna, Redichkina Tatiyana Aleksandrovna | j                         |
| Horus                                      |      | | j                         |
| Hoskins-Barger                             |      | | d                         |
| Hospitable Pink                            |      | | c, d                      |
| Hospitable Red                             |      | | c, d                      |
| Hospital                                   |      | | d, n                      |
| Hosy                                       |      | | j                         |
| Hotstuff                                   |      | | j                         |
| Houaria                                    |      | | j                         |
| Houdini                                    |      | | j                         |
| Hourma                                     |      | | d                         |
| House Momotaro                             |      | | j                         |
| Howard Byron                               |      | | c, d                      |
| Howard German Tomato                       |      | | c, d                      |
| Howells Delikate                           |      | | c, d                      |
| Hoy                                        |      | | c, d, e, f                |
| Hozyain Taverny                            |      | Züchter: Kachajnik Vladimir Georgievich, Gul'Kin Mihail Nikolaevich, Karmanova Olga Alekseevna, Matyunina Svetlana Vladimirovna | j                         |
| Hp 01606490                                |      | | j                         |
| Hpg                                        |      | | j                         |
| Hrosnowe                                   |      | | c, d, e                   |
| Hrt                                        |      | Züchter: Hershenhorn, Joseph | j, o                      |
| Hrusticka                                  |      | | j                         |
| Hrušticka                                  |      | | j                         |
| Hrustik                                    |      | Züchter: Ignatova Svetlana Ilyinichna, Gorshkova Nina Sergeevna, Tereshonkova Tatiyana Arkadievna | j                         |
| Hrvatska                                   |      | | c, d, e                   |
| Hssiao His Hung Shih                       |      | | c, d                      |
| Ht 1001                                    |      | | j                         |
| Htp 11                                     |      | Züchter: Hazera Genetics | j, o                      |
| Htp 12 48                                  |      | | j                         |
| Htx 14                                     |      | | j                         |
| Htx 15                                     |      | | j                         |
| Htx 31                                     |      | | j                         |
| Htx 92                                     |      | | j                         |
| Hu Fan 1478                                |      | | j, o                      |
| Huan U                                     |      | | c, d                      |
| Huando                                     |      | | c, d                      |
| Huang Se Chieh                             |      | | c, d                      |
| Huayna Picchu                              |      | | c, d                      |
| Hubal                                      |      | Züchter: Instytut Ogrodnictwa \Przedsiebiorstwo Nasiennictwa Ogrodniczego I Szkolkarstwa W Ozarowie Mazowieckim Spolka Z O.O. | j                         |
| Huberts Beste                              |      | | c, f, n                   |
| Hueva Paqui                                |      | | c                         |
| Huevo De Toro                              |      | | c                         |
| Huevo Paqui                                |      | | d                         |
| Huevos De Toro                             |      | | d                         |
| Huge Black                                 |      | | c, d                      |
| Huge Giant Yellow                          |      | | c, d                      |
| Huge Lemon Oxheart                         |      | Züchter: Domaine Public (Fr) | c, d, j                   |
| Hugh's                                     |      | | c, d, e, g, h, k          |
| Hugh's Green                               |      | | c, d                      |
| Hugh's Orange                              |      | | f                         |
| Hugh's White                               |      | | f                         |
| Hugo                                       |      | | j                         |
| Huilqui Inta                               |      | | j                         |
| Hulk                                       |      | Züchter: Capital Genetic Ebt, S.L. | j, o                      |
| Humaya                                     |      | | j                         |
| Humboldt                                   |      | | j                         |
| Humboldti                                  |      | | c                         |
| Humboldtii                                 |      | | n                         |
| Humboldtii 99                              |      | | c, g, h                   |
| Hummer                                     |      | Züchter: Magnum Seeds | j, o                      |
| Hummerzen                                  |      | Züchter: Zenas S.R.L. | j                         |
| Humph                                      |      | | c, d, e                   |
| Hundredfold                                |      | | g, h                      |
| Hundreds And Thousands                     |      | | e                         |
| Hungarian                                  |      | | c, d                      |
| Hungarian Giant                            |      | | c, d                      |
| Hungarian Heart                            |      | Züchter: Domaine Public (Fr) | d, j                      |
| Hungarian Heart Shaped                     |      | | d                         |
| Hungarian Heirloom                         |      | | c, d                      |
| Hungarian Italian                          |      | | c, d                      |
| Hungarian Oval                             |      | | c, d                      |
| Hungarian Pink Hearts                      |      | | c                         |
| Hungarian Roma                             |      | | c, d                      |
| Hünkar                                     |      | | j                         |
| Hunt Family Favorite                       |      | | c, d                      |
| Hunt Family Salad                          |      | | c, d                      |
| Hunter                                     |      | Züchter: Asmer Seeds Ltd | j                         |
| Huong Vuong                                |      | | c                         |
| Huracan                                    |      | | j                         |
| Hurakan                                    |      | Züchter: Peotec Seeds Srl | j                         |
| Hurma (oder: Churma, Sharon)               |      | Züchter: Andreeva Evgeniya Nikolaevna, Sysina Elena Artemievna, Nazina Sofiya Luisovna, Bogdanov Kirill Borisovich, Ushakova Mariya Ivanovna | c, d, g, h, j, m, n       |
| Hurray                                     |      | Züchter: Degreef Paul | j, o                      |
| Hurricane                                  |      | Züchter: Asmer Seeds Ltd | j, o                      |
| Hurricane 1                                |      | | j                         |
| Husky Cherry Gold                          |      | | c, d                      |
| Husky Cherry Red                           |      | | d, j                      |
| Husky Cherry Red F1                        |      | | c, d                      |
| Husky Gold                                 |      | | c, d, e, g, h, j          |
| Husky Pink                                 |      | | c, d, j                   |
| Husky Red                                  |      | | j, k                      |
| Husky Red F1                               |      | | d                         |
| Hutorskoj Zasolochnyj                      |      | Züchter: Gavrish Sergej Fedorovich, Morev Viktor Vasilievich, Amcheslavskaya Elena Valentinovna, Volok Olga Anatolievna | j                         |
| Huzar                                      |      | Züchter: Instytut Ogrodnictwa \Przedsiebiorstwo Nasiennictwa Ogrodniczego I Szkolkarstwa W Ozarowie Mazowieckim Spolka Z O.O. | j, o                      |
| Hy Peel 45                                 |      | | j                         |
| Hy-Brix F1                                 |      | | d                         |
| Hy-Color 312                               |      | | j                         |
| Hyb California Shaker                      |      | | j                         |
| Hyb Oriet                                  |      | | j                         |
| Hybrid 18-52                               |      | | c, d                      |
| Hybrid 2 Tarasenko                         |      | | c, d, f, n                |
| Hybrid 31                                  |      | Züchter: Petoseed Co.Inc. | j                         |
| Hybrid 9889                                |      | Züchter: Petoseed Co.Inc. | j                         |
| Hybrix                                     |      | Züchter: Esasem Spa | j                         |
| Hychimo                                    |      | Züchter: Petoseed Co.Inc. | j, o                      |
| Hydar 9 T 7972                             |      | | j                         |
| Hydra                                      |      | | j                         |
| Hydrus                                     |      | | j                         |
| Hygora                                     |      | | c                         |
| Hymande                                    |      | Züchter: Seminis Vegetable Seed Ib | j                         |
| Hymar                                      |      | Züchter: Clause Semences Sa (Fr) | j, o                      |
| Hymech-1                                   |      | Züchter: Petoseed Inc. Co | j                         |
| Hynema                                     |      | Züchter: Agrigenetics Corporation | j, o                      |
| Hynéma                                     |      | | j                         |
| Hypack                                     |      | | j                         |
| Hypack 2000                                |      | | j, o                      |
| Hypeel 108                                 |      | | j, o                      |
| Hypeel 108 F1                              |      | | j                         |
| Hypeel 163                                 |      | | j                         |
| Hypeel 229                                 |      | | j                         |
| Hypeel 235                                 |      | | j                         |
| Hypeel 244                                 |      | | j                         |
| Hypeel 287                                 |      | | j                         |
| Hypeel 303                                 |      | | j                         |
| Hypeel 513                                 |      | | j                         |
| Hypeel 696                                 |      | | j                         |
| Hypnos                                     |      | | j                         |
| Hypothekentilger (oder: Mortgage Lifter)   |      | Reifezeit: 75 bis 85 Tage. | e, i (31. August 2016)    |
| Hyround 248                                |      | | j                         |
| Hysioux                                    |      | Züchter: Peotec Seeds Srl | j, o                      |
| Hysol 649                                  |      | | j                         |
| Hysolid                                    |      | Züchter: Petoseed Co.Inc. | j                         |
| Hytec 36                                   |      | | j                         |
| Hytech 24                                  |      | | j                         |
| Hytech 27                                  |      | | j                         |